# إرفين شتاين
إرفين شتاين (بالألمانية: Erwin Stein)‏ (10 يونيو 1935 ألمانيا ألمانيا - 26 يوليو 2024) هو لاعب كرة قدم ألماني يلعب كمهاجم.

## روابط خارجية
- إرفين شتاين على موقع قاعدة بيانات كرة القدم.إي يو (الإنجليزية)
- إرفين شتاين على موقع ناشيونال فوتبول تيمز (الإنجليزية)
- إرفين شتاين على موقع عالم كرة القدم.نت (الإنجليزية)